# Hüseyin Emre Sakçı
Hüseyin Emre Sakçı (Smirne, 15 novembre 1997) è un nuotatore turco.

## Biografia
Ha rappresentato la Turchia ai Giochi olimpici estivi di Tokyo 2020 nei 100 metri rana. Ai Giochi del Mediterraneo di Tarragona 2018 ha vinto il bronzo nella staffetta 4x100 metri stile libero e nella 4x100 metri misti.
Ha vinto della medaglia d'argento nei 50 metri rana agli Europei in vasca corta di Glasgow 2019 e Kazan' 2021.
Nel 2024 vince la medaglia d'oro agli europei di Belgrado e il bronzo ai mondiali in vasca corta di Budapest nei 50 metri rana.

## Palmarès
- Mondiali in vasca corta

Budapest 2024: argento nei 50m rana.
- Europei

Belgrado 2024: oro nei 50m rana.
- Europei in vasca corta

Glasgow 2019: argento nei 50m rana.
Kazan' 2021: argento nei 50m rana.
Otopeni 2023: bronzo nei 50m rana.
- Giochi del Mediterraneo

Tarragona 2018: bronzo nella 4x100m sl e nella 4x100m misti.
Orano 2022: argento nei 50m rana e nei 100m rana.

## International Swimming League
| Stagione 2020 | Stagione 2021 |
| ------------- | ------------- |
| Iron          | Iron          |